# Birgitta Botolfsdotter
Birgitta Botolfsdotter (eller Botulfsdotter), var en svensk nunna. Hon var abbedissa i Vadstena kloster 1534–1539.

## Biografi
Birgitta var dotter till Botolf Holmstensson och vigdes till nunna år 1492 av biskop Henrik i Linköping, som bekostade hennes ingift. Hon avancerade till priorinna. I mars 1534 valdes hon till abbedissa. Under denna tid emottog klostret ett nytt ur av borgare i Vadstena år 1536. Den 7 maj 1539 avsattes hon som abbedissa av munkarna i nunnornas talrum. Hon lämnade då klostret och gifte sig med Nils krämare i staden Vadstena. Efter reformationen 1527 var det tillåtet för en nunna att gifta sig, även om det sågs som en stor skam socialt. Paret blev kända som ett av klostrets största välgörare. Hon var fortfarande vid liv vid makens död 1566 eller 1567. Som änka kallades Birgitta återigen "Mor syster" av nunnorna, vilket var tilltalet för abbedissan.    